# 国際青少年連合
NPO法人国際青少年連合（こくさいせいしょうねんれんごう、英: Internaional Youth Fellowship、略称IYF、アイワイエフ）は、特定非営利活動促進法に基づいて設立された特定非営利活動法人。
現在81カ国、152ヵ所に支部を置いている。
IYFでは、挑戦、変化、結束の3つをモットーとし、毎年各地で国際交流活動を行っている。

## IYFの設立目的
現代の社会では、青少年問題が深刻なものになっている。単なる家庭の問題でなく、国を超えた世界的問題に発展している。アメリカなどの先進国では、銃器犯罪や麻薬、発展途上国では、政治的混乱により若者たちが生きる力を失いつつある。そういった青少年たちに健全なマインドを与え、グローバルに物事を考え、未来の世界を導くリーダーを育成しようと2001年に設立された。

## 活動内容
日本国内において過去に以下のような活動を行っている。
- 講演会「国際分化交流と聖書が奏でる心の世界」、四谷区民ホール
- 「IYF WORLD CAMP」、国立オリンピック記念青少年総合センター